# Johnny Whitworth
Johnny Whitworth (Charleston, 31 de octubre de 1975) es un actor estadounidense, reconocido principalmente por sus papeles como A.J. en Empire Records (1995), Donny Ray Black en The Rainmaker (1997), Vernon Gant en Limitless (2011), Blackout en Ghost Rider: Espíritu de Venganza (2011) y Cage Wallace en el seriado The 100.

## Filmografía

### Cine
| Año  | Título                            | Papel                      | Notas        |
| ---- | --------------------------------- | -------------------------- | ------------ |
| 1995 | Bye Bye Love                      | Max Cooper                 |              |
| 1995 | Empire Records                    | A.J.                       |              |
| 1996 | Somebody Is Waiting               | Leon                       |              |
| 1997 | The Rainmaker                     | Donny Ray Black            |              |
| 1998 | Can't Hardly Wait                 | Gum Boy                    |              |
| 1998 | Hell's Kitchen                    | Patty                      |              |
| 1999 | Out in Fifty                      | Whitey                     |              |
| 1999 | Me and Will                       | Fred                       |              |
| 2000 | Shadow Hours                      | Tron                       |              |
| 2000 | Bullslingers                      |                            |              |
| 2001 | Valentine                         | Max Raimi                  |              |
| 2002 | The Anarchist Cookbook            | Sweeney                    |              |
| 2002 | Birdseye                          | Trent Boone                |              |
| 2002 | Kiss the Bride                    | Marty                      |              |
| 2006 | Factory Girl                      | Silver George              |              |
| 2007 | 3:10 to Yuma                      | Darden                     |              |
| 2008 | Pathology                         | Griffin Cavenaugh          |              |
| 2008 | Reach for Me                      | Kevin                      |              |
| 2009 | Gamer                             | Scotch                     |              |
| 2009 | The Things We Carry               | Jeremiah                   |              |
| 2010 | Locked In                         | Nathan                     |              |
| 2011 | Limitless                         | Vernon                     |              |
| 2011 | Valley of the Sun                 | Andy Taggert / Vick Velour |              |
| 2011 | Ghost Rider: Espíritu de Venganza | Ray Carrigan / Blackout    |              |
| 2013 | Zephyr Springs                    | David James                |              |
| 2015 | Bad Hurt                          | Kent Kendall               |              |
| 2016 | Inwards                           | Joe                        | Cortometraje |
| 2019 | Carte Blanche                     | Steve Walker               | Cortometraje |

### Televisión
| Año       | Título            | Papel            | Notas        |
| --------- | ----------------- | ---------------- | ------------ |
| 1994      | Birdland          |                  | 1 episodio   |
| 1994      | Party of Five     | P.K. Strickler   | 2 episodios  |
| 1997      | Gun               | James Munday     | 1 episodio   |
| 2001      | NYPD Blue         | Jason Bazedon    | 1 episodio   |
| 2001      | Providence        | Jason Zeller     | 1 episodio   |
| 2002      | The Shield        | Effi Montecito   | 1 episodio   |
| 2003      | Wuthering Heights | Hendrix          | Telefilme    |
| 2003      | The Handler       | Denver           | 1 episodio   |
| 2005      | Cold Case         | Maurice Warfield | 1 episodio   |
| 2005      | Numbers           | Dante Baker      | 1 episodio   |
| 2006      | Without a Trace   | Miles Sussmann   | 1 episodio   |
| 2006–2010 | CSI: Miami        | Jake Berkeley    | 11 episodios |
| 2012      | Outlaw Country    | Ajax             | Telefilme    |
| 2014–2015 | The 100           | Cage Wallace     | 10 episodios |
| 2015–2016 | Blindspot         | Markos           | 6 episodios  |
| 2017      | Colony            | Solomon          | 1 episodio   |